# Karol V Habsburg
Karol V (ur. 24 lutego 1500, zm. 21 września 1558) – król Hiszpanii w latach 1516–1556 jako Karol I, wybrany cesarz rzymski w latach 1519–1556 jako Karol V oraz arcyksiążę austriacki w latach 1519–1556 z dynastii Habsburgów. Najstarszy syn Filipa I (syna Maksymiliana I i Marii, księżnej Burgundii) i Joanny Szalonej (córki Ferdynanda II Aragońskiego i Izabeli I Kastylijskiej).

## Dzieciństwo i młodość. Rządy w Niderlandach
Karol urodził się w Gandawie w Niderlandach, w których mieszkał do 1517. Wychowywał się w Mechelen pod opieką swojej ciotki, Małgorzaty. Znał język francuski i język flamandzki, później nauczył się także języka hiszpańskiego (na prośbę Kortezów kastylijskich). Znał też język niemiecki i język włoski.

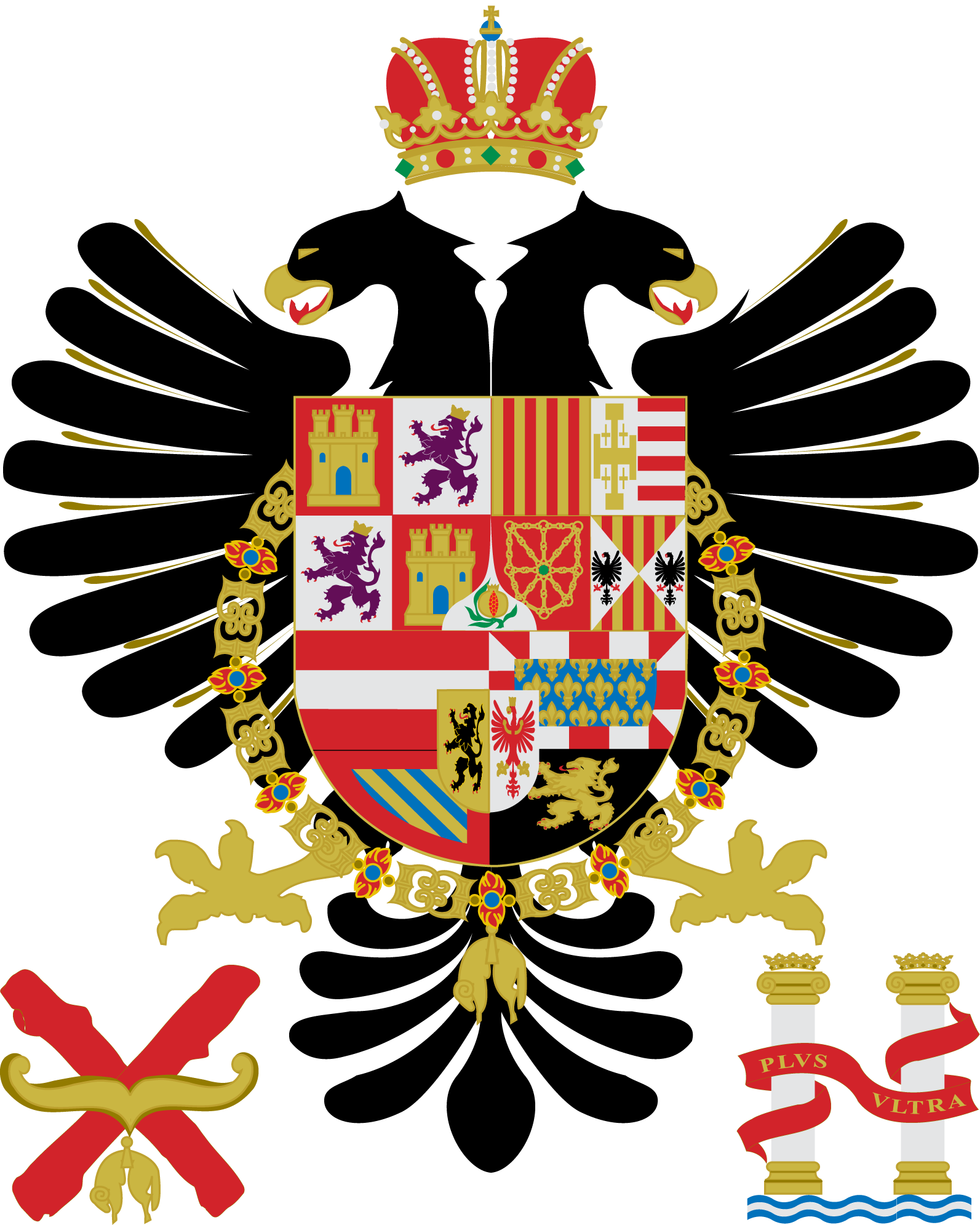
Herb Karola V

Trudno orzec jaka była narodowość Karola. Jego ojciec pochodził z niemieckiej rodziny Habsburgów, jednak sam Karol za Niemca się nie uważał. Słynne jest jego powiedzenie: Mówię po hiszpańsku do Boga, po włosku do kobiet, po francusku do mężczyzn, a po niemiecku do mojego konia. Jego pierwszym językiem był francuski, ale on sam spędził niemalże całe życie, walcząc z Francją. Jego matka była Hiszpanką i Hiszpania tworzyła jądro jego królestwa, mimo to nie był on też Hiszpanem, choć prawdopodobnie w Hiszpanii czuł się najbardziej w domu ze wszystkich krajów swojego wielojęzycznego imperium.
Został ochrzczony 8 kwietnia 1500. W młodości często odwiedzał Paryż. Powiedział nawet, że Paryż nie jest miastem, ale całym światem. Jego wychowaniem zajmował się biskup Adrian Florisz Dedel. Później opiekunami Karola byli Wilhelm de Croÿ, Jean Sauvage i Mercurino Arborio di Gattinara. Regencja ciotki zakończyła się w 1515 i Karol objął wówczas bezpośrednie rządy w Niderlandach. W 1549 wydał sankcję pragmatyczną, która zapewniała dziedziczenie jego niderlandzkich posiadłości przez jego potomków.
Za jego rządów dokonało się również ostateczne zjednoczenie Niderlandów. W latach 1523–1536 Karol podporządkował sobie ostatecznie Fryzję. W 1528 dobiegł końca kilkuletni proces sekularyzacji biskupiego księstwa Utrechtu, które zostało następnie przyłączone do reszty ziem habsburskich. Jedyną niezależną enklawą pozostało biskupie księstwo Leodium, ale po złamaniu profrancuskiej frakcji w mieście, na początku lat 40. XVI wieku znalazło się ono pod faktyczną władzą Karola.
Niderlandy zajmowały ważne miejsce w polityce Karola. Oprócz względów sentymentalnych (tu się wychowywał) przyczyniały się do tego względy gospodarcze. Niderlandy były ważnym i doskonale prosperującym centrum przemysłu i handlu, z którego monarchia Karola czerpała obfite dochody.

## Zjednoczenie Hiszpanii

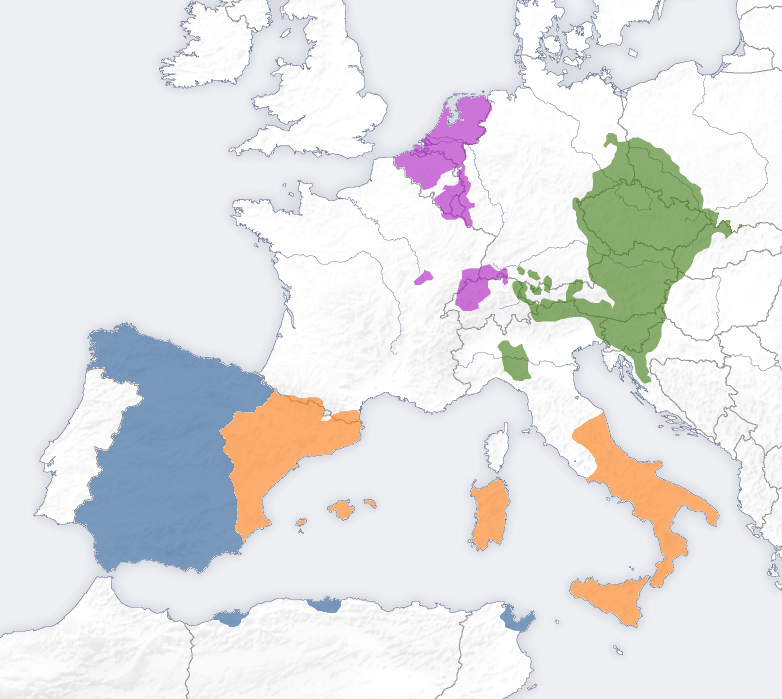
Państwa imperium Karola V na tle współczesnych granic

W 1506 r. zmarł ojciec Karola i formalnie władzę w królestwie zaczęła pełnić matka Karola – Joanna. Faktycznie jednak regencję pełnił jej ojciec Ferdynand Aragoński. Po śmierci Ferdynanda w 1516 Joanna stała się również nominalnie królową Aragonii, będąc tym samym pierwszą prawdziwą władczynią zjednoczonych królestw Hiszpanii w jednej osobie. Jej położenie faktyczne niewiele się zmieniło. Sprawujący regencję po śmierci Ferdynanda kardynał Francisco Jiménez de Cisneros wezwał najstarszego syna Joanny – Karola, by objął rządy w państwie.
Został on w 1516 r. królem Kastylii i Leónu oraz królem Aragonii (jako Karol I), w obu królestwach formalnie jako współwładca z matką, Joanną. Faktycznie jednak usunął w cień szaloną matkę. Karol ponownie zjednoczył Hiszpanię. Tym razem już na stałe. Moment ten uznaje się za powstanie Królestwa Hiszpanii.
Do swojego królestwa Karol przybył po raz pierwszy na jesieni 1517 r. Na jego spotkanie wyruszył regent, kardynał Cisneros, jednak zmarł podczas podróży. Nie obyło się bez podejrzeń o otrucie. Negocjacje Karola z kastylijskimi Kortezami były trudne. Ostatecznie Karol obiecał nauczyć się kastylijskiego i nie obsadzać urzędów cudzoziemcami. 9 lutego 1518 Stany Kastylii uznały jego panowanie i złożyły mu hołd w Valladolid. 29 lipca 1518 to samo zrobiły Kortezy aragońskie w Saragossie. Hołd złożyły mu też Kortezy Katalonii (16 kwietnia 1519) i Walencji (16 maja 1528).

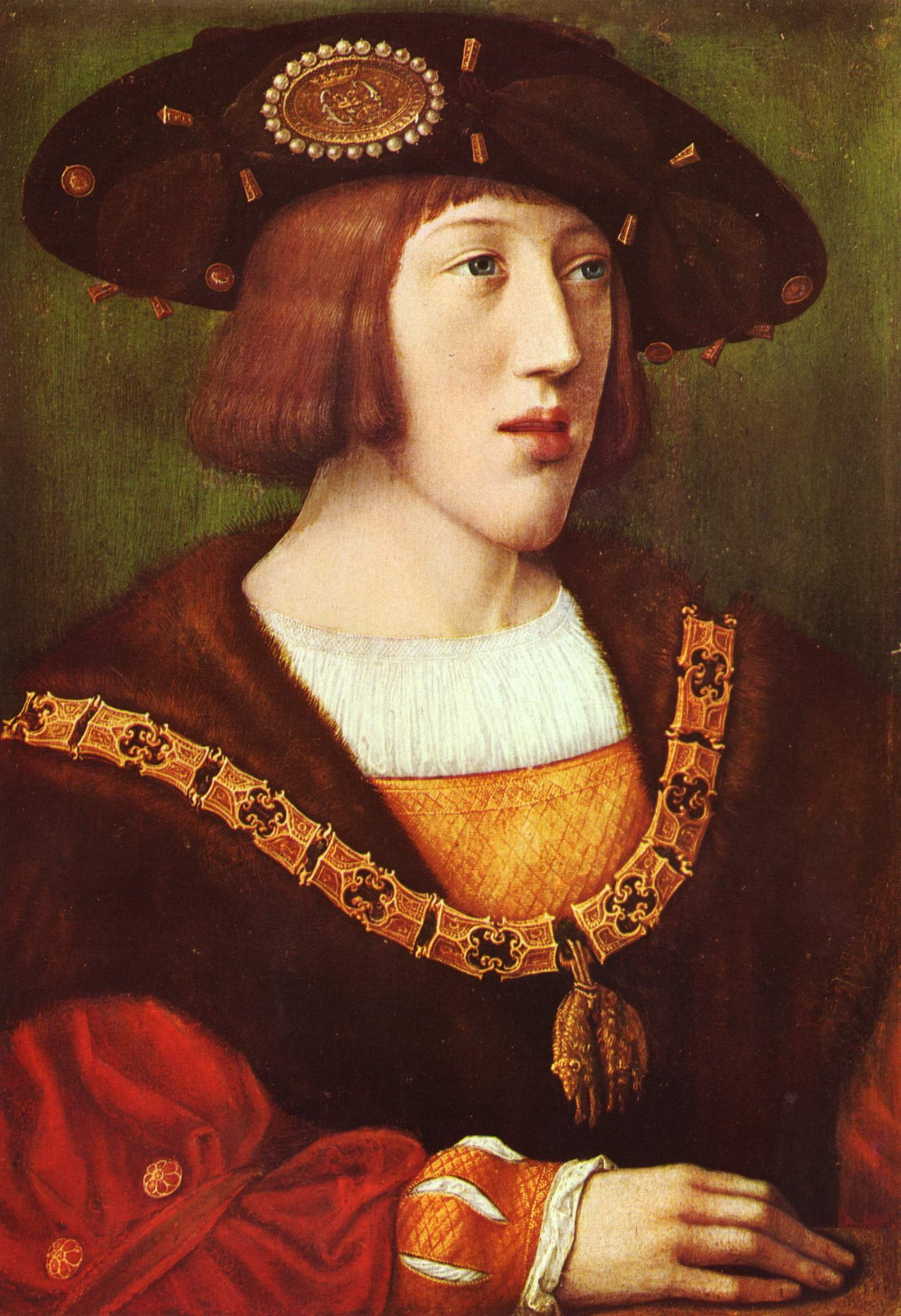
Młody Karol

Panowanie Karola oznaczało zmianę stylu sprawowania władzy w Hiszpanii. Dotychczasowi królowie przebywali na stałe w swoich królestwach, utrzymując bezpośredni kontakt z poddanymi. Karol większość czasu przebywał za granicą, nawet po śmierci swojej matki w 1555 r. nie przejawiał większego zainteresowania polityką hiszpańską. Monarchia Habsburgów oderwała się od swoich poddanych. Habsburg wprowadził jednocześnie na hiszpański dwór burgundzki ceremoniał, co jeszcze bardziej odcięło monarchę od poddanych. Skończyło się osobiste rozpatrywanie spraw przez monarchów, które było częścią hiszpańskiej kultury rządzenia.
Hiszpania zajmowała drugoplanową pozycję w planach Karola. Służyła mu głównie jako zaplecze finansowe. Przychody z podatków, które miały finansować imperialną politykę Karola, interesowały go najbardziej ze wszystkich spraw hiszpańskich. Stosunek do swojego królestwa Karol okazał już podczas pierwszego pobytu w 1517 r. Zwyczajową trasę podróży nowych monarchów skrócił, nie przybywając np. do Walencji. Kortezy kastylijskie zostały zwołane do Santiago de Compostela, z dala od centrum kraju, ale blisko portu A Coruña, skąd Karol chciał jak najszybciej odpłynąć do Niderlandów.
Ucisk fiskalny doprowadził 16 kwietnia 1520 r. do rozruchów w Toledo (powstanie Comuneros). Królewscy urzędnicy zostali wygnani. Do Toledo przyłączyły się inne miasta i powołały własne Kortezy. Ich siły ruszyły następnie na Tordesillas, gdzie uwolniły królową Joannę i ogłosiły ją swoim jedynym suwerenem. Karol tymczasem uzyskał poparcie hiszpańskiej szlachty, obawiającej się radykalnego charakteru rebelii. W grudniu 1520 r. armia królewska zdobyła Tordesillas i uwięziła Joannę. Rok 1521 przyniósł zwycięstwa rojalistów pod Torrelobaton i Villalar. 25 października oblężone zostało Toledo, ostatnia reduta buntowników. Miasto bronione przez Marię Pacheco (wdowę po Juanie de Padilla, jednym z wodzów powstania, poległym pod Villalar) upadło 3 lutego 1522 r. Rebelia została stłumiona.
Wraz ze stłumieniem powstania Kastylia została włączona w tryby habsburskiego imperium. Dominującą pozycję uzyskała szlachta, a mieszkańcy Kastylii ponosili ciężary imperialnej polityki swojego władcy.
Karol przebywał w Hiszpanii łącznie 17 lat, czyli najdłużej ze wszystkich ziem swojego państwa. Najdłuższy pobyt Karola w Hiszpanii trwał 7 lat. Od 1543 r. trwały w Hiszpanii rządy regencyjne księcia Asturii, Filipa. W 1526 r. Karol powołał Radę Stanu i ustanowił 12-osobową Radę Królewską w Kastylii oraz Radę Indii (1524 r.) dla kolonii. W 1523 r. powstała rada ds. finansowych, a w 1543 r. utworzono archiwum państwowe w twierdzy Simancas.

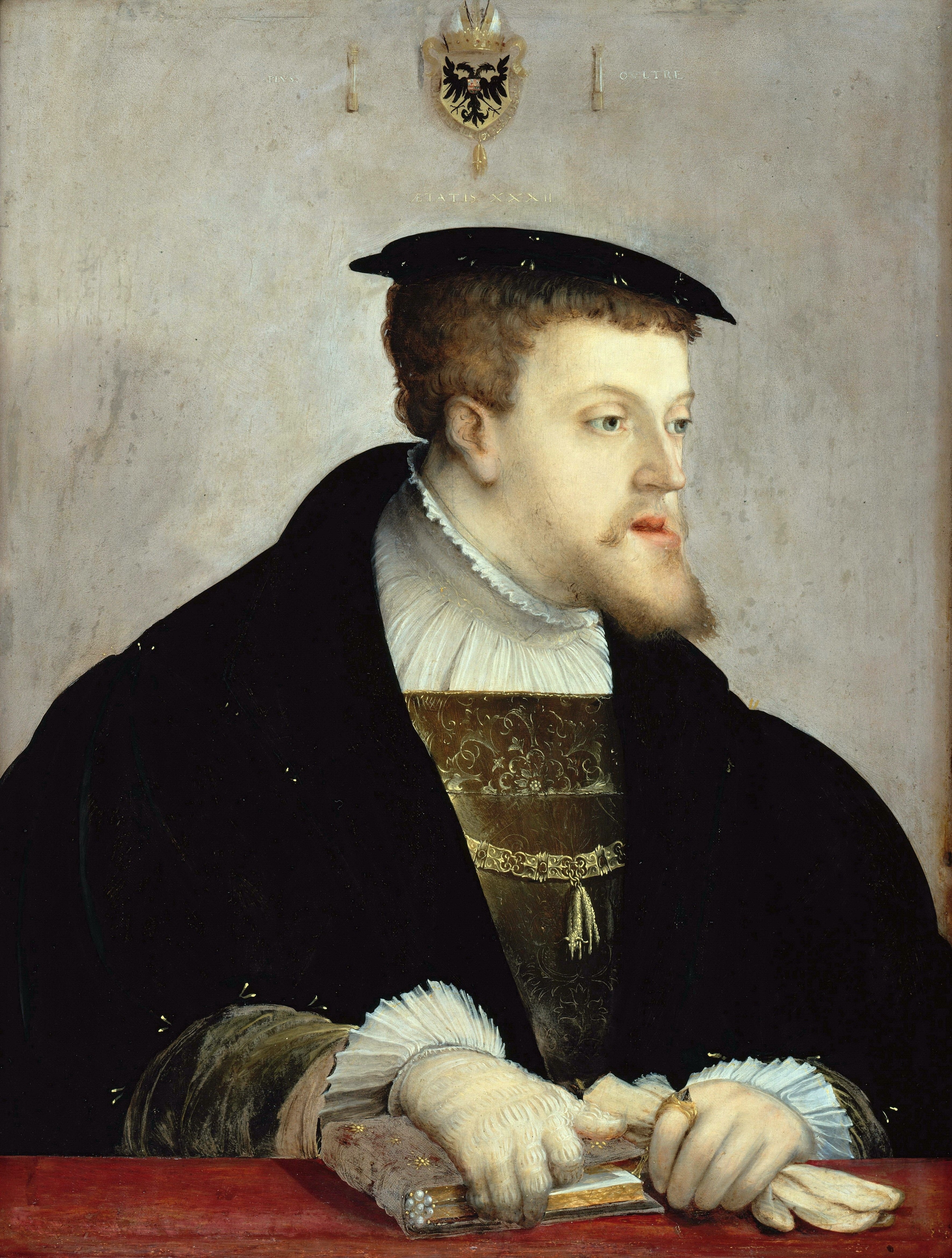
Karol V na portrecie Christopha Ambergera z 1532 r.

Z biegiem czasu dwór Karola, początkowo zdominowany przez Burgundczyków, stawał się coraz bardziej hiszpański. Również Karol bardzo często ogłaszał, że czuje się Hiszpanem. U jego boku coraz częściej zaczęli pojawiać się hiszpańscy doradcy, wypierając Burgundczyków. Dwoma najważniejszymi doradcami Karola byli Burgundczyk Granvelle i Hiszpan Cobos.
Panowanie Karola I to również okres największego rozwoju hiszpańskiego imperium kolonialnego. W latach 1519–1521 Hernán Cortés podbił państwo Azteków w Ameryce Środkowej, tworząc podwaliny wicekrólestwa Nowej Hiszpanii. W latach 1531–1533 inny konkwistador, Francisco Pizarro, podbił królestwo Inków w Andach, tworząc wicekrólestwo Peru. W efekcie innych, mniejszych wypraw i podbojów hiszpańskie imperium kolonialne objęło swym zasięgiem tereny od Kalifornii na północy do Chile i Argentyny na południu i po puszczę amazońską na wschodzie. Łupem hiszpańskich zdobywców padły również Filipiny.

## Sprawy niemieckie

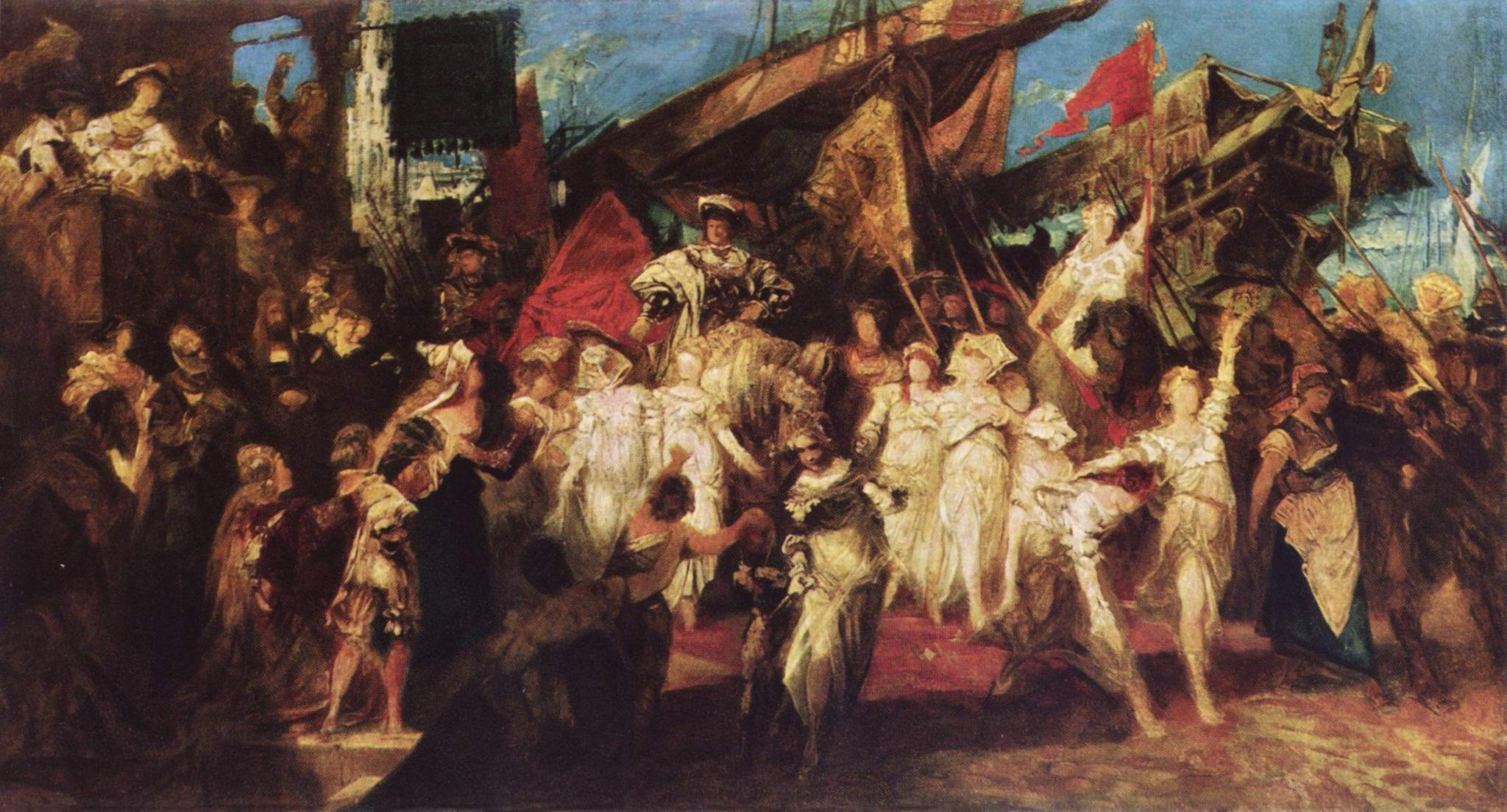
Wjazd Karola V do Antwerpii, obraz Hansa Makarta

Po śmierci swojego dziadka, cesarza Maksymiliana, w 1519 r. Karol odziedziczył jego ziemie w Austrii i stał się naturalnym kandydatem na tron Świętego Cesarstwa Rzymskiego. Jego konkurentami byli król Francji Franciszek I Walezjusz, król Anglii Henryk VIII Tudor i elektor saski Fryderyk III Mądry. Franciszek starał się zjednać elektorów hojnymi darami, ale ostatecznie sympatię elektorów udało się uzyskać Karolowi, dzięki wsparciu bankierskiej rodziny Fuggerów. 28 czerwca 1519 r. we Frankfurcie nad Menem siedmiu elektorów uznało Karola Habsburga cesarzem rzymskim. 23 października 1520 r. koronował się w Akwizgranie na króla Niemiec. Jego koronacja cesarska odbyła się dopiero 24 lutego 1530 r. w Bolonii. Była to ostatnia koronacja cesarska dokonana przez papieża.
Jako gorliwy katolik Karol zmagał się z początkami reformacji w Niemczech i podjął starania by zapobiec postępowi reformacji wśród książąt niemieckich. Starania te jednak na dłuższą metę zakończyły się fiaskiem. W 1521 Karol spotkał się z Marcinem Lutrem na Sejmie Rzeszy w Wormacji (niem. Worms), przyrzekając mu nietykalność, o ile przybędzie (list żelazny). W tym samym roku napiętnował działania Lutra jako bezprawne, lecz był zbyt zajęty innymi sprawami swojego rozległego imperium i nie mógł wyegzekwować swoich dekretów w Niemczech. W latach 1524–1526 wybuchło w Niemczech krwawe powstanie chłopów. W tym samym czasie władcy księstw niemieckich, którzy przeszli na protestantyzm, zawiązali między sobą Ligę w mieście Schmalkalden. W tej trudnej sytuacji Karol, zajęty innymi problemami, delegował swoją władzę w Niemczech w ręce brata Ferdynanda.
Na sejmie w Augsburgu w 1530 r. próbował jeszcze doprowadzić do porozumienia między Kościołem a Lutrem, ale bez rezultatu. Jedynym efektem sejmu było powstanie 4 kwietnia 1531 r. sojuszu protestanckich książąt znanego jako Związek szmalkaldzki. W kolejnych latach Karolowi udało się odnieść pewne sukcesy w walce z reformacją. Arcybiskup koloński von Wied chciał zsekularyzować dobra biskupie w swoim państwie, ale Karol udaremnił te plany i von Wied stracił arcybiskupstwo. W 1543 r. zmusił księcia Kliwii i Geldrii Wilhelma Bogatego do zaprzestania działań na rzecz rozwoju reformacji.

Karol V pod Mühlbergiem – obraz Tycjana

W 1545 rozpoczął się Sobór trydencki, częściowo dzięki staraniom Karola. Dzięki reformie kościoła, rozpoczętej przez sobór, Karol zdołał poprawić swoją pozycję w Niemczech. W czerwcu 1546 r. Karol zwołał sejm do Ratyzbony. Tam, za obietnicę elektorstwa i patronatu nad dwoma arcybiskupstwami (Magdeburga i Halberstadtu) Karol przeciągnął na swoją stronę księcia Maurycego Saskiego. W lipcu cesarz zaatakował Związek Szmalkaldzki, rozpoczynając I wojnę szmalkaldzką. Wojska związku wycofały się z południa Niemiec. Decydujące zmagania rozegrały się w Saksonii. Książę Maurycy najechał ziemie swojego krewniaka, elektora Jana Fryderyka. Elektor zebrał jednak wojska i wyparł konkurenta, sam zagrażając Lipskowi. Wtedy nadciągnęły armie cesarskie. 24 kwietnia 1547 r. pod Mühlbergiem wojska Karola zadały Janowi Fryderykowi całkowitą klęskę. Tytuł elektorski przeszedł na Maurycego.
Zwycięstwo nad Związkiem nie przyniosło żadnych efektów. Próba pogodzenia protestantyzmu i katolicyzmu podjęta na sejmie w Augsburgu w 1548 r. nie powiodła się. Książęta protestanccy ponownie się zbuntowali. Poparł ich elektor Maurycy i król Francji Henryk II Walezjusz. W 1552 r. Maurycy ruszył przeciwko Karolowi, który pozbawiony większych sił wycofał się do Innsbrucka. Maurycy wkroczył następnie do Tyrolu, skąd Karolowi ledwo udało się uciec. Arcyksiążę Ferdynand na sejmie w Pasawie musiał zgodzić się na gwarancję wolności wyznawania protestantyzmu. Wynikiem tych starań było podpisanie Pokoju w Augsburgu w 1555, który wprowadził zasadę Cuius regio, eius religio (czyja władza, tego religia), tym samym akceptując istnienie księstw protestanckich. Było to ostateczne potwierdzenie, że starania Karola w celu wykorzenienia protestantyzmu w Niemczech zakończyły się fiaskiem.

## Polityka zagraniczna

### Wojny włoskie

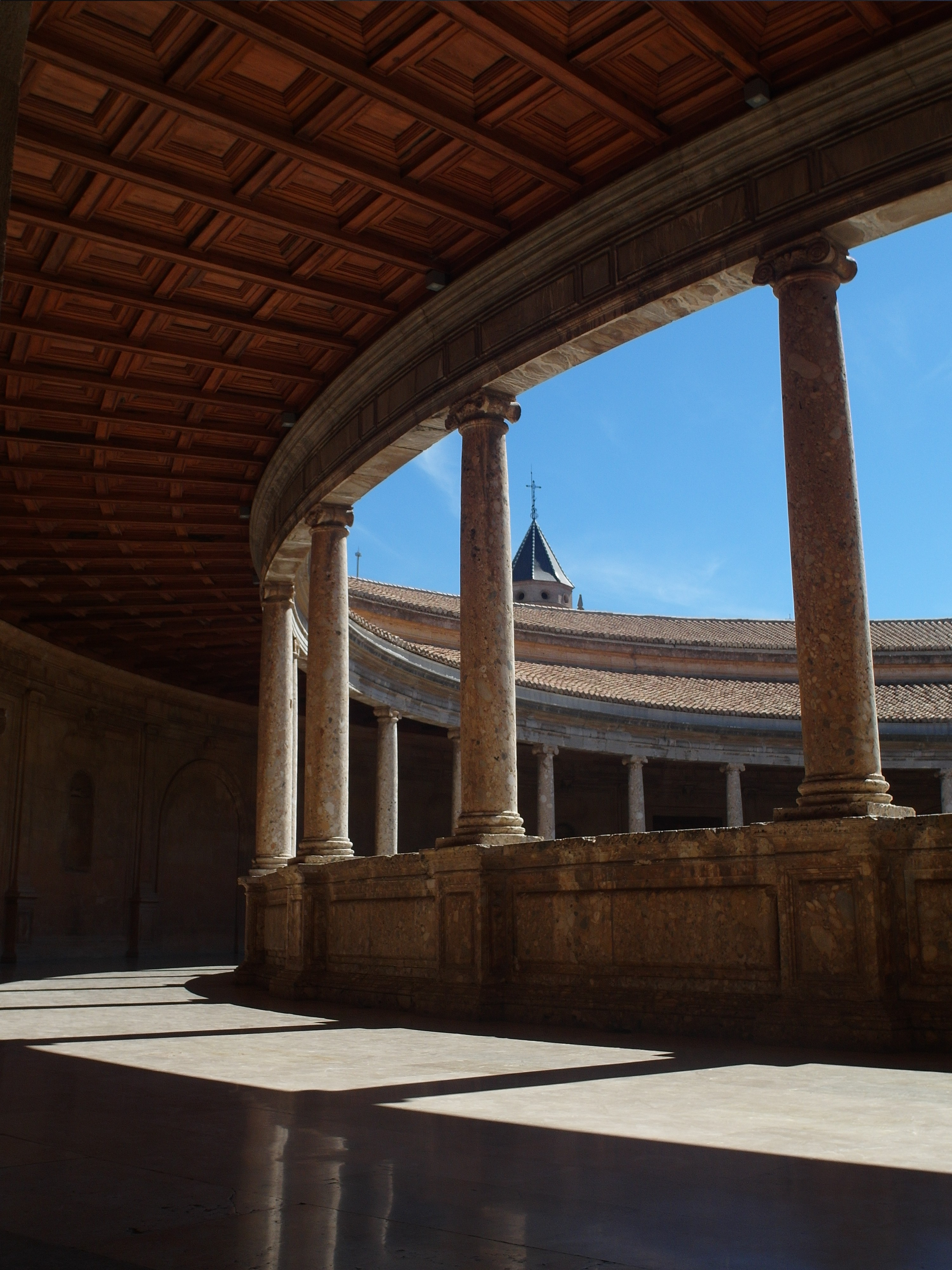
Kolumnada Pałacu Karola V w Grenadzie

Jedynym państwem europejskim, które miało potęgę porównywalną do potęgi imperium Karola, była Francja. Król Franciszek I Walezjusz szedł w ślady swoich poprzedników i dążył do utrwalenia wpływów Francji na Półwyspie Apenińskim. Karol, jako spadkobierca królów aragońskich, starał się temu przeciwdziałać. Próby poddania Włoch wpływom francuskim rozpoczęły się od wyprawy Karola VIII na Neapol w 1494 r. Kiedy Karol obejmował trony Kastylii i Aragonii, we Włoszech dobiegała właśnie końca trwająca od 1508 r. wojna Ligi z Cambrai. Przez kolejne lata w Italii panował pokój, nie licząc drugorzędnego konfliktu o księstwo Urbino w 1517 r.
Sytuacja skomplikowała się w 1519 r., kiedy po śmierci cesarza Maksymiliana I jego następcą został właśnie Karol, jednocząc hiszpańskie posiadłości z niemieckimi ziemiami Habsburgów. Król Francji również kandydował na cesarza, popierany przez papieża Leona X. W rozgrywki wmieszała się również Anglia, gdyż Henryk VIII Tudor dążył do odgrywania większej roli w polityce europejskiej. Pod koniec 1520 r. Francja rozpoczęła przygotowania do wojny z Karolem.

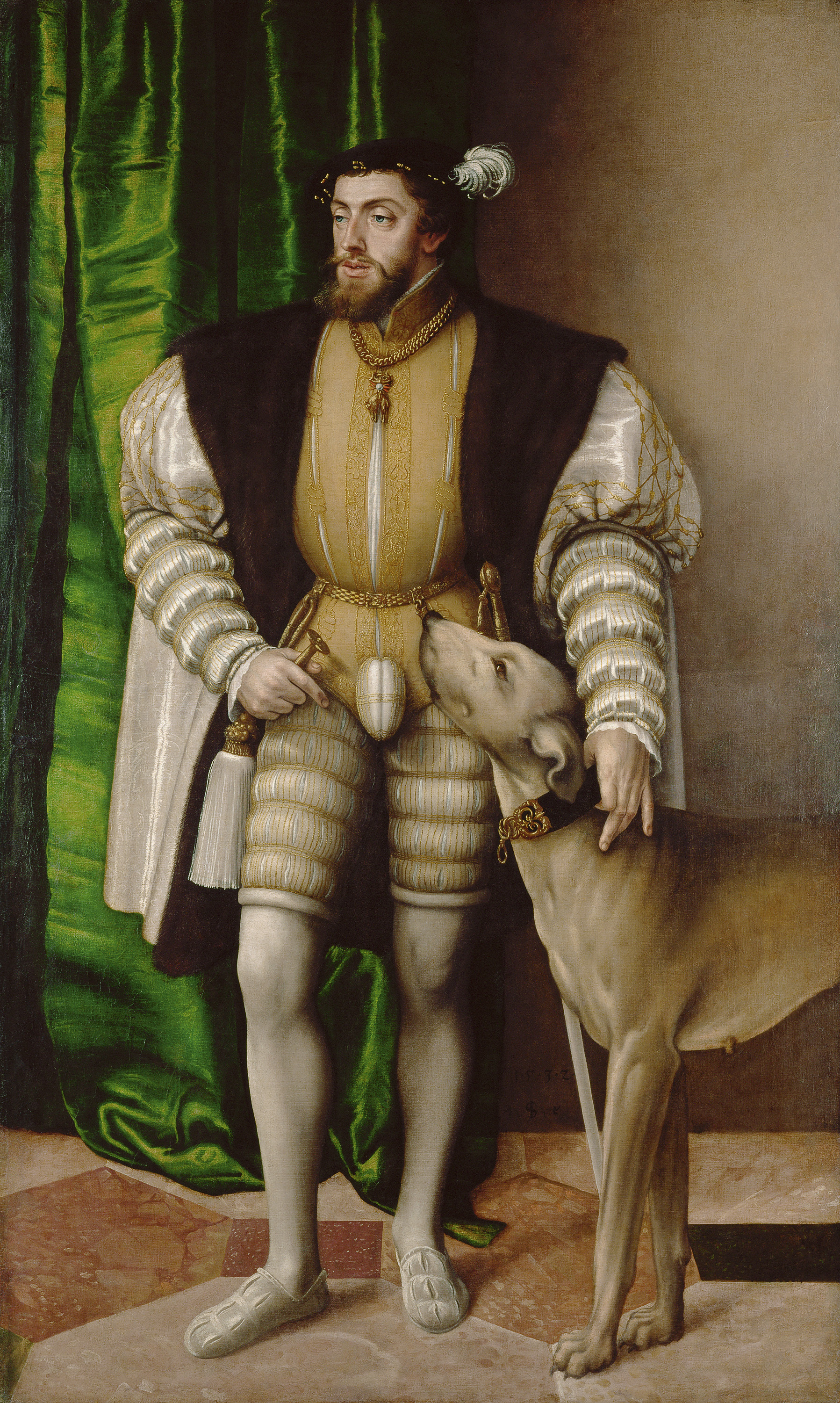
Karol V z psem, obraz Jacoba Seiseneggera

Wojna rozpoczęła się w 1521 r., kiedy z pomocą francuską król Nawarry Henryk d’Albret zaatakował hiszpańską Nawarrę a pan Sedanu Robert de la Marck uderzył na Luksemburg. Po stronie anty-cesarskiej wystąpił również książę Geldrii, Karol d’Egmont. W odpowiedzi cesarski dowódca Henryk III von Nassau-Breda zaatakował północno-wschodnią Francję, bezskutecznie oblegając Mézières (obecnie część Charleville-Mézières), ale nieco później zdobywając Tournai. Henryk d’Albret został wyparty z Nawarry hiszpańskiej, a we Włoszech Francuzi utracili Mediolan, który otrzymał Franciszek II Sforza. Pogorszyła się również międzynarodowa sytuacja Franciszka I. Po stronie Karola opowiedział się Henryk VIII i papież. 27 kwietnia 1522 r. armia francusko-szwajcarska poniosła klęskę pod Bicocca niedaleko Mediolanu. Francuzi musieli wycofać się za Alpy.
Rok 1523 przyniósł kolejną wyprawę Francuzów do Italii, ale był to jedyny sukces Franciszka. W tym samym roku sojusz z Francją porzuciła Wenecja, a najbardziej wpływowy dowódca Franciszka, książę Karol III de Bourbon-Montpensier, przeszedł na stronę cesarską. Jesienią 1523 r. wojska francuskie pod dowództwem Guillaume’a Gouffiera de Bonnivet raz jeszcze zaatakowały księstwo Mediolanu; udało im się opanować niektóre twierdze w zachodniej części księstwa, lecz Bonnivet, przeceniając siły wojsk cesarskich, nie zdecydował się na stoczenie z nimi bitwy lub atak na Mediolan, tym samym dając przeciwnikowi czas na sprowadzenie posiłków. W tym samym czasie Hiszpanie przekroczyli Pireneje i zaatakowali Bajonnę, jednak zostali odparci. W 1524 roku Karol V towarzyszył wojskom, które odbiły z rąk Francuzów Fuenterabię. We Włoszech inna armia cesarska pokonała Francuzów nad rzeką Sesią (zginął tam słynny rycerz Pierre Terrail de Bayard). Francuzi zostali powtórnie wyparci za Alpy, a książę Burbon najechał Prowansję i obległ Marsylię; nie udało mu się jednak jej zdobyć i ostatecznie wycofał się z powrotem do Włoch.
To niepowodzenie wojsk cesarskich na południu Francji wykorzystał Franciszek, który pod koniec 1524 r. po raz trzeci podjął próbę zdobycia Mediolanu. Król Francji osobiście dowodził armią, która wkroczyła do Księstwa Mediolanu, zajęła sam Mediolan, po czym obległa wojska cesarskie w Pawii. Oblężenie przeciągnęło się do początków 1525 r; Francuzom nie udało się zdobyć Pawii, a 14 lutego 1525 r. starcie pod Pawią z idącymi na odsiecz miastu wojskami cesarskimi zakończyło się katastrofalną klęską francuskiego rycerstwa; w toku walk sam Franciszek I dostał się do niewoli. Uzyskał on wolność w 1526 r. za cenę zrzeczenia się w traktacie madryckim posiadłości włoskich, Burgundii, Tournai i praw do zwierzchnictwa nad Artois i Flandrią. Franciszek zobowiązywał się także zwrócić Karolowi de Burbonowi jego skonfiskowane posiadłości oraz nie popierać Henryka d’Albret, Roberta de la Marck i księcia Geldrii Karola przeciwko Karolowi V.
Franciszek nie miał jednak zamiaru respektować postanowień traktatu. Wykorzystał fakt, że zwycięstwo pod Pawią znacznie wzmocniło pozycję Karola, co wywołało niepokój jego dotychczasowych sojuszników. W 1526 r. powstała Liga Święta w Cognac z królem Francji, dożą Wenecji, papieżem Klemensem VII oraz władcami Mediolanu i Florencji. Karol działał jednak błyskawicznie. Jeszcze w 1526 r. zajął Lombardię z Mediolanem. Wojska Ligi poniosły klęskę pod Borgoforte. W 1527 r. armie cesarskie zdobyły i splądrowały Rzym (tzw. Sacco di Roma). Wtedy dopiero ruszyli Francuzi. W 1528 r. odzyskali część księstwa mediolańskiego (bez samego miasta Mediolanu), przywracając na zdobytych terenach władzę Franciszka II Sforzy, po czym ruszyli na południe i, omijając Rzym, oblegli Neapol. Zdobyciu miasta przeszkodziła jednak zdrada skłóconego z Francuzami genueńskiego admirała Andrei Dorii, który przeszedł na stronę cesarską. Wojska francuskie w Królestwie Neapolu zostały odcięte od zaopatrzenia, a co gorsza wybuchła wśród nich zaraza; ostatecznie skapitulowały po śmierci swego dowódcy Odeta de Foix de Lautrec.
W 1529 r. Francuzi zostali pokonani przez wojska Karola V w Lombardii w bitwie pod Landriano. Obie strony konfliktu były już wówczas wyczerpane długotrwałą wojną i borykały się z trudnościami finansowymi, a cesarz Karol V musiał też uporać się z nowym zagrożeniem – na wschodzie Europy po bitwie pod Mohaczem w 1526 r. doszło do wojny między Habsburgami a imperium osmańskim o kontrolę nad Węgrami, a wojska Sulejmana Wspaniałego zagrażały już Wiedniowi. W 1529 r. wojnę między Franciszkiem I a Karolem V zakończył pokój w Cambrai, Jego warunki były łagodniejsze dla Francji w porównaniu z warunkami pokoju madryckiego – Franciszek I musiał zrzec się pretensji do Włoch, Flandrii, Artois i Tournai oraz porzucić wszystkich swoich sojuszników, ale zatrzymywał Burgundię. Nowy pokój anulował też punkty traktatu madryckiego dotyczące posiadłości Karola de Bourbona-Montpensier, który zginął w 1527 r., dowodząc wojskami cesarskimi w Rzymie podczas Sacco di Roma, nie zostawiwszy następcy. Karol V przywrócił również wolność synom Franciszka I (w zamian za wysoki okup). Pokój przypieczętowało małżeństwo Franciszka I z siostrą Karola V, Eleonorą.
Wojna wybuchła ponownie w 1535 r., po śmierci Franciszka II Sforzy. Jego księstwo zajął wówczas Karol V, co spotkało się z reakcją Franciszka. W 1536 r. zaatakował on stojące po stronie cesarskiej księstwo Sabaudii. W odpowiedzi Karol zaatakował Prowansję. Francuzi unikali bitwy, stosując taktykę spalonej ziemi. Zmusiło to armię cesarską do wycofania się do Włoch. Klęską zakończyła się też próba ataku wojsk cesarskich z Niderlandów. Obie stron nie potrafiły zadać decydującego ciosu przeciwnikowi i w 1538 r. zawarto kompromisowy rozejm w Nicei. Karol V zatrzymywał księstwo Mediolanu i dokonywał wraz z Franciszkiem faktycznego rozbioru Sabaudii. Większa część księstwa (z Turynem i Chambéry) pozostawała pod kontrolą Francji, kilka twierdz (m.in. Nicea, Vercelli, Asti i Cuneo) formalnie pozostało pod panowaniem księcia Sabaudii Karola III, ale faktycznie wszystkie oprócz Nicei były obsadzone przez garnizony Karola V.

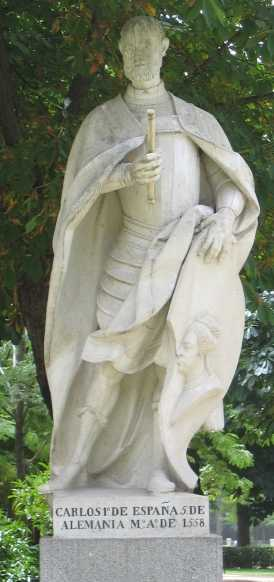
Pomnik Karola V w Madrycie

Pokój nie przetrwał długo. Nieudana wyprawa Karola V na Algier w 1541 r. oraz wznowienie walk turecko-habsburskich o Węgry w tym samym roku zachęciły Franciszka I do wypowiedzenia wojny Karolowi V w roku 1542. Po stronie francuskiej opowiedziała się Turcja oraz Wilhelm Bogaty, protestancki książę Kleve, Jülich, Berg i Geldrii. Francuski atak na Niderlandy zakończył się spustoszeniem kraju i odwrotem najeźdźców. W 1543 r. flota francusko-turecka zdobyła Niceę, a Francuzi wkroczyli do Luksemburga i Hainaut. Jednocześnie Karol V pokonał Wilhelma Bogatego i odebrał mu Geldrię, a zaraz potem wyrzucił Francuzów z Hainaut. W 1544 r. Francuzi odnieśli ważne zwycięstwo pod Ceresole, ale nie zagrozili panowaniu Karola nad Mediolanem. W tym samym roku wojska cesarskie wyparły Francuzów z Luksemburga, a na północną Francję uderzyły wojska cesarsko-angielskie. Pomimo lokalnych sukcesów obie armie wycofały się. W 1544 r. Karol i Franciszek podpisali pokój w Crépy, przyznający Karolowi V panowanie nad Królestwem Neapolu i Księstwem Mediolanu. Franciszkowi I udało się natomiast utrzymać swoje zdobycze w Sabaudii z wojny z lat 1536–1538.
Kolejną wojnę francusko-cesarską rozpoczął następca Franciszka I (który zmarł w 1547 r.), Henryk II Walezjusz, który w 1552 r. sprzymierzył się z protestanckimi niemieckimi książętami. Francuzi odnieśli spore sukcesy w Lotaryngii. W trakcie wojny Karol abdykował (1556 r.). Wojna zakończyła się pokojem w Cateau-Cambrésis w 1559 r.

### Wojny z Turcją
Kolejnym groźnym przeciwnikiem było Imperium Osmańskie, rządzone przez Sulejmana Wspaniałego, jednego z najwybitniejszych sułtanów. Turecki napór poprzez wody Morza Śródziemnego stanowił poważne zagrożenie dla południowej Europy. Po klęsce Węgrów pod Mohaczem w 1526 r. brat Karola, arcyksiążę Ferdynand, został królem Czech i Węgier. Tym samym monarchia habsburska rozpoczęła swoje kilkusetletnie zmagania z Turkami. Początek nie nastrajał optymistycznie – w 1529 r. Turcy oblegali Wiedeń, jednak musieli od niego odstąpić. Karol próbował zyskać poparcie książąt niemieckich dla planów wojny z Turcją, ale nie udało mu się uzyskać wymiernych efektów. W 1535 Karol odniósł ważne zwycięstwo pod Tunisem. W wojnach tych król Francji kilkakrotnie wszedł w sojusz z Turkami przeciwko Karolowi. Wojny przeciwko Turkom były bardzo kosztowne dla imperium Karola, a korzyści z działań wojennych mizerne.

### Stosunki z Polską
W kwestii stosunków z Polską Karol V kontynuował linię polityczną swojego dziadka Maksymiliana. Podczas elekcji zabiegał wprawdzie o poparcie dla swojej kandydatury u króla Zygmunta Starego (który był prawnym opiekunem elektora Ludwika Jagiellończyka), ale po wyborze kontynuował działania swojego dziadka, zmierzające do sojuszu Cesarstwa z państwem moskiewskim. Już w 1519 r. wysłał do Moskwy posła, który jednak został zatrzymany w Polsce, a potem odesłany z powrotem do Karola. Podczas wojny polsko-krzyżackiej 1519–1521 z wielkim mistrzem zakonu krzyżackiego Albrechtem Hohenzollernem Karol opowiedział się w 1520 r. po stronie Zakonu. 15 lutego 1522 r. zlecił, po naleganiach Albrechta, pośrednictwo w rokowaniach między wielkim mistrzem a królem Zygmuntem swojemu bratu Ferdynandowi i Sejmowi Rzeszy.
Sprawę tę załatwił dość częsty gość na dworze Karola, Jan Dantyszek. Zygmunt natychmiast wysłał go w podróż do Hiszpanii. Dantyszek odwiedził najpierw Anglię, gdzie rozmawiał z Henrykiem VIII, zyskując jego poparcie w sprawie krzyżackiej. Na dworze hiszpańskim Dantyszek stawił się na początku 1523 r. Udało mu się uzyskać cofnięcie udziału Sejmu Rzeszy w sądzie rozjemczym, ale nie załatwił tzw. sprawy gdańsko-elbląskiej (Gdańsk i Elbląg były wciąż pozywane przed sądy Rzeszy), ani sprawy sukcesji neapolitańskiej, którą zainteresowana była królowa Bona.
Karol próbował również przekonać Zygmunta do przystąpienia do krucjaty antytureckiej, ale bez rezultatu. Innym powodem polsko-cesarskich sporów był Mediolan. Kiedy Karol zajął księstwo w 1521 r., przekazał je Franciszkowi Sforzy, a nie księżnej Izabeli, matce polskiej królowej Bony. Na tym tle doszło do pewnego zbliżenia polsko-francuskiego. Księżna Izabela zmarła w 1524 r. i Zygmunt wysłał Dantyszka i kanclerza swojej żony, doktora Ludwika Aliphio, aby objęli spadek po zmarłej. Karol wziął jednak ów spadek w sekwestr i dopiero po zdobyciu Mediolanu przez Francuzów przekazał księstwo Bari Bonie, a obaj posłowie złożyli mu w imieniu królowej hołd lenny.
Kiedy traktatem krakowskim z 1525 r. Albrecht Hohenzollern złożył hołd Zygmuntowi i przeszedł na luteranizm, sekularyzując państwo zakonne w Prusach, Karol wyraził swoje potępienie dla tego traktatu. W tym samym czasie, pomijając Zygmunta, zaproponował kupcom gdańskim udział w wyprawie do nowo odkrytych ziem Ameryki Środkowej. W 1526 r. rozrosły się posiadłości Habsburgów w Europie Środkowej, kiedy arcyksiążę Ferdynand objął trony Czech i Węgier. W 1535 r. ponownie ujrzała światło dzienne kwestia sukcesji mediolańskiej. Po bezpotomnej śmierci Franciszka Sforzy pretensje do spadku zgłosiła królowa Bona, ale Karol przyłączył księstwo do swojego władztwa. W 1540 r. tytuł księcia Mediolanu otrzymał jego najstarszy syn, Filip.
W kolejnych latach Karol mało zajmował się polityką wschodnią, przekazując jej prowadzenie (jak również większość spraw niemieckich) swojemu bratu Ferdynandowi I Habsburgowi.

## Życie prywatne

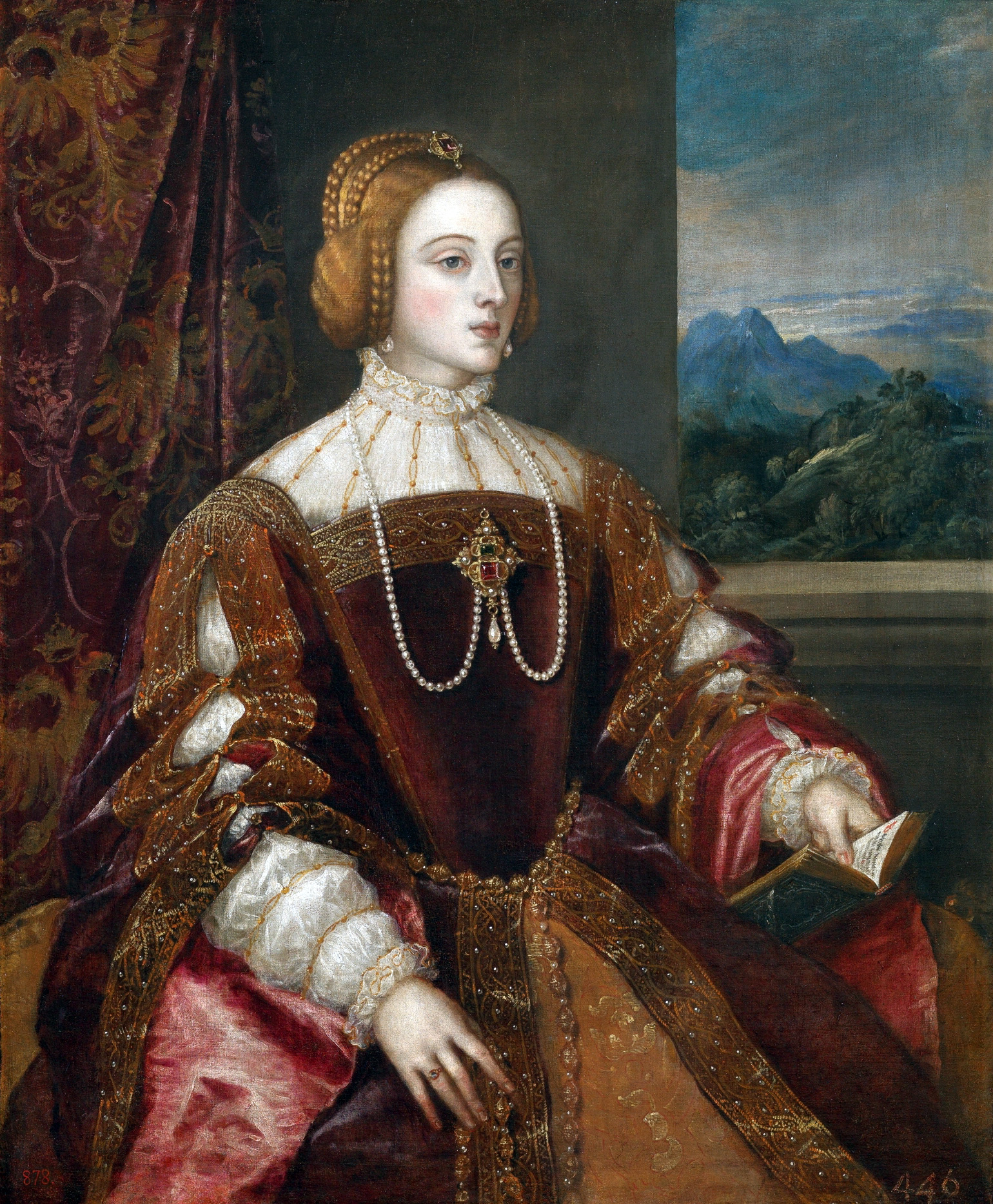
Izabela Portugalska

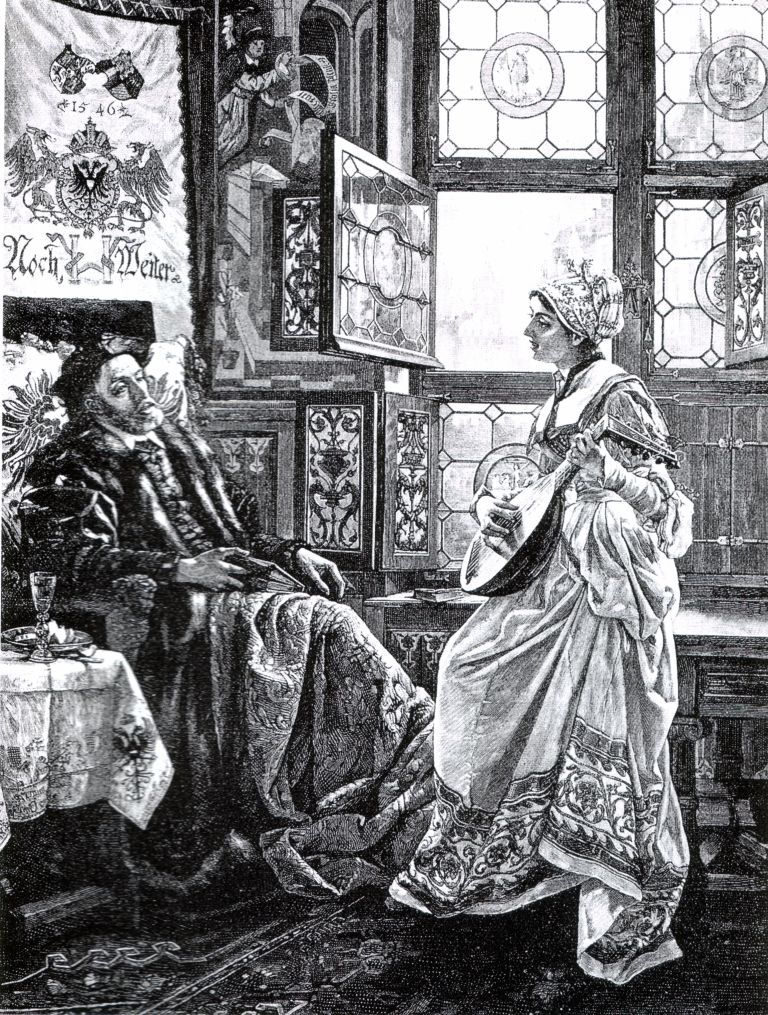
Karol V i Barbara Blomberg

10 marca 1526 r. w Sewilli poślubił Izabelę d’Aviz (24 października 1503 – 1 maja 1539), córkę króla Portugalii Manuela I Szczęśliwego i Marii, córki króla Aragonii i Kastylii Ferdynanda II Katolickiego. Karol i Izabela mieli razem czterech synów i trzy córki:
- Filip II (21 maja 1527 – 13 września 1598), król Hiszpanii i Portugalii
- Maria (21 czerwca 1528 – 26 lutego 1603), cesarzowa, żona Maksymiliana II Habsburga
- Izabela (ur. i zm. 1529)
- Ferdynand (ur. i zm. 1530)
- Joanna (24 czerwca 1537 – 7 września 1573), żona Jana d’Aviz, następcy tronu Portugalii, matka króla Sebastiana I
- Jan (ur. i zm. 20 kwietnia 1538)
- Ferdynand (ur. i zm. 25 kwietnia 1539)

Karol miał również wiele kochanek i kilkoro nieślubnych dzieci. Najważniejsze z nich to:
- Małgorzata Parmeńska (28 grudnia 1522 – 18 stycznia 1586), córka Johanny Marii van der Gheynst
- Juan de Austria (24 lutego 1547 – 1 października 1578), syn Barbary Blomberg

## Kres życia i dziedzictwo
Rządzenie tak rozległym, zdecentralizowanym imperium, w którym według przypisywanego władcy powiedzenia słońce nigdy nie zachodzi, było niezwykle wyczerpujące. W 1556 Karol abdykował i usunął się do klasztoru w Yuste w Estremadurze, gdzie prawdopodobnie przeszedł kryzys nerwowy. Interesował się jednak wciąż sprawami politycznymi. Pod koniec życia cierpiał z powodu podagry (niektórzy historycy uważają, że decyzję Karola o abdykacji przyspieszył atak tej choroby w 1552 r.).
Zmarł 21 września 1558 roku. Jak wykazały późniejsze badania powodem śmierci była malaria. U swojego boku miał Wojnę peloponeską Tukidydesa. W chwili śmierci dano mu do ręki krucyfiks, który podczas śmierci trzymała królowa Izabela, a później Filip II.
Pochowano go pod ołtarzem kościoła klasztornego, połowę ciała wewnątrz, drugą zaś na zewnątrz ołtarza, w taki sposób, żeby ksiądz odprawiający mszę stał na piersi i głowie zmarłego. 26 lat później jego szczątki przeniesiono do Królewskiego Panteonu w krypcie kościoła św. Wawrzyńca w Eskurialu.

## Pełna tytulatura
- Używana w Niemczech:

Karol, z Bożej łaski uświęcony i wybrany cesarz rzymski, po wieki August, król Niemiec, Włoch, Kastylii, Leonu, Aragonii, Sycylii, Neapolu, Jerozolimy, Nawarry, Grenady, Toledo, Walencji, Galicji, Majorki, Sewilli, Sardynii, Kordoby, Korsyki, Murcji, Jaén, Algabres, Algeciras, Gibraltaru, Wysp Kanaryjskich, Indii Zachodnich i Wschodnich oraz innych wysp i lądu stałego Morza Oceanicznego, etc., etc. arcyksiążę Austrii, książę Burgundii, Lotaryngii, Brabancji, Styrii, Karyntii, Luksemburga, Limburga, Geldrii, Kalabrii, Mediolanu, Aten, Neopatrii, Wirtembergii etc. hrabia Habsburga, Flandrii, Tyrolu, Gorycji, Artois, Palatynatu Burgundii, Hainaut, Holandii, Zelandii, Ferreti, Kyburga, Namur, Rousillon, Cerdagne, Zutphen etc. landgraf Alzacji, margrabia Świętego Cesarstwa Rzymskiego, Burgau, Oristano i Goceano etc. książę Szwabii, Katalonii i Asturii, pan Fryzji, Marchii Wendyjskiej, Port Naon, Biskajów, Moliny, Salin, Trypolisu i Mechelen, etc., etc., etc.
- Używana w Hiszpanii, gdzie Karol formalnie współrządził z Joanną Szaloną:

Karol, z Bożej łaski uświęcony i wybrany cesarz rzymski, po wieki August, król Niemiec, Joanna, jego matka oraz syn jej Karol, z łaski Bożej królowie Kastylii, Leonu, Aragonii, Sycylii, Neapolu, Jerozolimy, Nawarry, Grenady, Toledo, Walencji, Galicji, Majorki, Sewilli, Sardynii, Kordoby, Korsyki, Murcji, Jaén, Algabres, Algeciras, Gibraltaru, Wysp Kanaryjskich, Indii Zachodnich i Wschodnich oraz innych wysp i lądu stałego Morza Oceanicznego, etc., etc. hrabiowie Barcelony, władcy Biskajów i Moliny, książęta Aten i Neopatrii, hrabiowie Rousillon i Cerdagne, margrabiowie Oristano i Goceano, arcyksiążęta Austrii, książęta Burgundii i Brabancji, hrabiowie Flandrii i Tyrolu, etc., etc., etc.

## Genealogia
| Prapradziadkowie                                             | Ernest Żelazny (1377-1424) ∞1412 Cymbarka mazowiecka (1395-1429)                     | król Portugalii Edward I Aviz (1391-1438) ∞1428 Eleonora Aragońska (1402-1445)       | książę Burgudnii Filip III Dobry (1396-1467) ∞1430 Izabela Aviz (1437-1472)          | Karol I de Burbon (1401–1456) ∞1425 Agnieszka Burgundzka (1407–1476)                 | król Aragonii Ferdynand I Aragoński (1380-1416) ∞1394 Eleonora z Alburquerque (1374-1435)                 | król Nawarry Karol III Szlachetny (1361-1425) ∞1375 Eleonora Kastylijska (1361–1425)                      | król Kastylii i Leónu Henryk III Chorowity (1379-1406) ∞1388 Katarzyna Lancaster (1372-1418)       | Jan Aviz (1400-1442) ∞1424 Izabela Bragança (1405-1465)                                            |
| Pradziadkowie                                                | cesarz rzymski Fryderyk III Habsburg (1415-1493) ∞1452 Eleonora Aviz (1434-1467)     | cesarz rzymski Fryderyk III Habsburg (1415-1493) ∞1452 Eleonora Aviz (1434-1467)     | książę Burgunii Karol Zuchwały (1433-1477) ∞1454 Izabela Burbon (1436-1465)          | książę Burgunii Karol Zuchwały (1433-1477) ∞1454 Izabela Burbon (1436-1465)          | król Nawarry i Aragonii Jan II Aragoński (1397-1479) ∞1420 królowa Nawarry Blanka I z Nawarry (1391-1441) | król Nawarry i Aragonii Jan II Aragoński (1397-1479) ∞1420 królowa Nawarry Blanka I z Nawarry (1391-1441) | król Kastylii i Leónu Jan II Kastylijski (1405-1454) ∞1447 Izabela Aviz (1428-1496)                | król Kastylii i Leónu Jan II Kastylijski (1405-1454) ∞1447 Izabela Aviz (1428-1496)                |
| Dziadkowie                                                   | cesarz rzymski Maksymilian I Habsburg (1459-1519) ∞1477 Maria Burgundzka (1457-1482) | cesarz rzymski Maksymilian I Habsburg (1459-1519) ∞1477 Maria Burgundzka (1457-1482) | cesarz rzymski Maksymilian I Habsburg (1459-1519) ∞1477 Maria Burgundzka (1457-1482) | cesarz rzymski Maksymilian I Habsburg (1459-1519) ∞1477 Maria Burgundzka (1457-1482) | król Hiszpanii i Aragonii Ferdynand II Katolicki (1452-1516) ∞1469 Izabela I Katolicka (1451-1504)        | król Hiszpanii i Aragonii Ferdynand II Katolicki (1452-1516) ∞1469 Izabela I Katolicka (1451-1504)        | król Hiszpanii i Aragonii Ferdynand II Katolicki (1452-1516) ∞1469 Izabela I Katolicka (1451-1504) | król Hiszpanii i Aragonii Ferdynand II Katolicki (1452-1516) ∞1469 Izabela I Katolicka (1451-1504) |
| Rodzice                                                      | król Kastylii i Leónu Filip I Habsburg (1478-1506) ∞1496 Joanna Szalona (1479-1555)  | król Kastylii i Leónu Filip I Habsburg (1478-1506) ∞1496 Joanna Szalona (1479-1555)  | król Kastylii i Leónu Filip I Habsburg (1478-1506) ∞1496 Joanna Szalona (1479-1555)  | król Kastylii i Leónu Filip I Habsburg (1478-1506) ∞1496 Joanna Szalona (1479-1555)  | król Kastylii i Leónu Filip I Habsburg (1478-1506) ∞1496 Joanna Szalona (1479-1555)                       | król Kastylii i Leónu Filip I Habsburg (1478-1506) ∞1496 Joanna Szalona (1479-1555)                       | król Kastylii i Leónu Filip I Habsburg (1478-1506) ∞1496 Joanna Szalona (1479-1555)                | król Kastylii i Leónu Filip I Habsburg (1478-1506) ∞1496 Joanna Szalona (1479-1555)                |
| Karol V Habsburg (1500-1558), cesarz rzymski, król Hiszpanii |                                                                                      |                                                                                      |                                                                                      |                                                                                      | | | | |